# Гузатонік
Гузато́нік (англ. Housatonic River) — річка в штатах Массачусетс та Коннектикут на північному сході США. Протікає по західних частинах штатів, по території округів Беркшир, Лічфілд, Нью-Гейвен та Ферфілд. Назва перекладається з могіканської як за гірським місцем.
Річка починається в Беркширських горах з 4 джерел біля містечка Вашингтон штату Массачусетс. Протікає на південь, а після середини повертає на південний схід. Впадає до протоки Лонг-Айленд, утворюючи невеликий естуарій.
Гузатонік має велике енергетичне значення, тут збудовано 5 ГЕС — Фоллс-Вілледж, Буллс-Брідж, Шепог, Стівенсон та Дербі. Перед останніми трьома утворились водосховища — Ліллінонах, Зоар та Гузатонік.
Притоки:
- штат Массачусетс — Вілльямс, Ґрін, Конкапот;
- штат Нью-Йорк — Тенмайл;
- штат Коннектикут — Шепог, Помперог, Ноґатак.

Над річкою розташовані такі міста:
- штат Массачусетс — Піттсфілд;
- штат Коннектикут — Шелтон, Дербі, Мілфорд.

## Цікаві факти
В гирлі річки, на правому її березі, розташований аеропорт імені Ігора Сікорського. А трохи вище, між містами Шелтон та Стретфорд — авіаційний завод.